# Karos
Karos là một thị trấn thuộc hạt Borsod-Abaúj-Zemplén, Hungary. Thị trấn này có diện tích 15,32 km², dân số năm 2010 là 514 người, mật độ 34 người/km².